# Rhamphomyia improbula
Rhamphomyia improbula är en tvåvingeart som beskrevs av Frey 1953. Rhamphomyia improbula ingår i släktet Rhamphomyia och familjen dansflugor. Inga underarter finns listade i Catalogue of Life.